# 多裂阴地蕨
多裂阴地蕨（学名：Botrychium multifidum）为阴地蕨科阴地蕨属下的一个种。

## 扩展阅读
- 維基物種上的相關：多裂阴地蕨